# Klin (Słowacja)
Klin – wieś (obec) w północnej Słowacji, w powiecie Namiestów, w kraju żylińskim, w historycznym regionie Orawa.

## Położenie
Leży w Kotlinie Orawskiej, ok. 3,5 km na północ od Namiestowa. Jest klasyczną łańcuchówką: jej zabudowania rozłożone są z południowego wschodu na północny zachód na długości ok. 3 km wzdłuż niewielkiego potoku (słow. Klinský potok lub Kliňanka), uchodzącego do Półgórzanki tuż przed jej ujściem do Jeziora Orawskiego. Zwarta zabudowa leży na wysokości od ok. 610 m n.p.m. do ok. 740 m n.p.m., zaś zabudowania przysiółka Ťaskovka leżą na wysokości od ok. 760 do ok. 800 m n.p.m. Najwyższym punktem wsi jest szczyt Kopanica (922 m n.p.m.), najniższym – lustro wody w Jeziorze Orawskim (601 m n.p.m.).
Zdecydowaną większość powierzchni katastralnej wsi zajmują pola, łąki i pastwiska lub niezalesione nieużytki, jedynie północno-zachodni, najwyżej położony skrawek wsi jest zalesiony. Na południe od dolnego końca zwartej zabudowy wsi, między szosą z Namiestowa do Zubrohlavy (droga nr 521) oraz lokalną drogą z Namiestowa do Klinu, znajduje się obszar torfowisk i podmokłych łąk, chroniony jako Klinské rašelnisko.

## Historia
Wieś została założona w połowie XVI w. na prawie wołoskim przez Thurzonów. Pierwsza pisemna wzmianka pochodzi z 1580 r. Należała do „państwa feudalnego” z siedzibą na Zamku Orawskim. Mieszkańcy zajmowali się rolnictwem (uprawa owsa, jęczmienia, grochu, kapusty), hodowlą owiec, produkcją gontów i innych wyrobów z drewna, a także flisactwem. W 1626 r. wieś dosięgła klęska nieurodzaju i następującego po niej wielkiego głodu. W drugiej połowie XVII w., w czasie tzw. powstań kuruców, wieś ponownie opustoszała. W wyjątkowo zimnych latach 1715-1716 opuściło wieś 41 mieszkańców, którzy przenieśli się na Nizinę Węgierską (słow. „na Dolnú zem”). W roku 1739 i ponownie w 1831 nawiedziła te strony zaraza morowa.
W roku 1656 cesarz Leopold I Habsburg nadał szlachectwo dziedzicznym sołtysom wsi, Klinowskim.
Od XVIII głównymi zajęciami były uprawa lnu i płóciennictwo: utkanym płótnem handlowano później po całych Bałkanach aż po Czarnogórę i Turcję, a nawet w Egipcie. Po I wojnie światowej płóciennictwo upadło niemal całkowicie, a mieszkańcy powrócili do rolnictwa, hodowli i pracy w lasach. Podstawą upraw były owies, jęczmień i ziemniaki. W latach 1939–1953 znajdowali zajęcie przy budowie zapory na Orawie. 2 kwietnia 1945 r. do wsi wkroczyły wojska radzieckie, co wyznaczyło tu koniec II wojny światowej. Rozwój wsi przedstawia poniższa tabela:
| Rok                | 1715 | 1828 | 1870 | 1880 | 1890 | 1900 | 1910 | 1920 | 1930 | 1940 |
| ------------------ | ---- | ---- | ---- | ---- | ---- | ---- | ---- | ---- | ---- | ---- |
| Liczba mieszkańców | 240  | 822  | 804  | 713  | 817  | 901  | 837  | 862  | 908  | 1066 |
| Liczba domów       | 48   | 151  | 148  | 137  | 145  | 175  | 188  | 185  | 194  | 211  |

Obecnie we wsi pracują dwie niewielkie firmy stolarskie i dwa duże gospodarstwa hodowlane (bydło mleczne, trzoda chlewna, drób). Poza tym mieszkańcy pracują w Namiestowie i Trzcianie.

## Zabytki i atrakcje turystyczne
- Kościół katolicki, parafialny, pw. św. Antoniego. Wzniesiony w 1826 r., murowany, klasycystyczny. Przebudowany w latach 1993-1997.
- Kaplica katolicka z 1900 r.
- Ostatnie zachowane, murowane domy tkaczy z drugiej połowy XVIII w. i z XIX w.
- pomnik Jezusa Chrystusa o wysokości 9,5 m[7], zbudowany w 2008 roku[8]

## Postacie pochodzące z Klina
- Matej Klinovský – znany zbójnik beskidzki;
- František Skyčák – polityk, twórca uzdrowiska w Orawskiej Półgórze – Słonej Wodzie.